# György Faludy

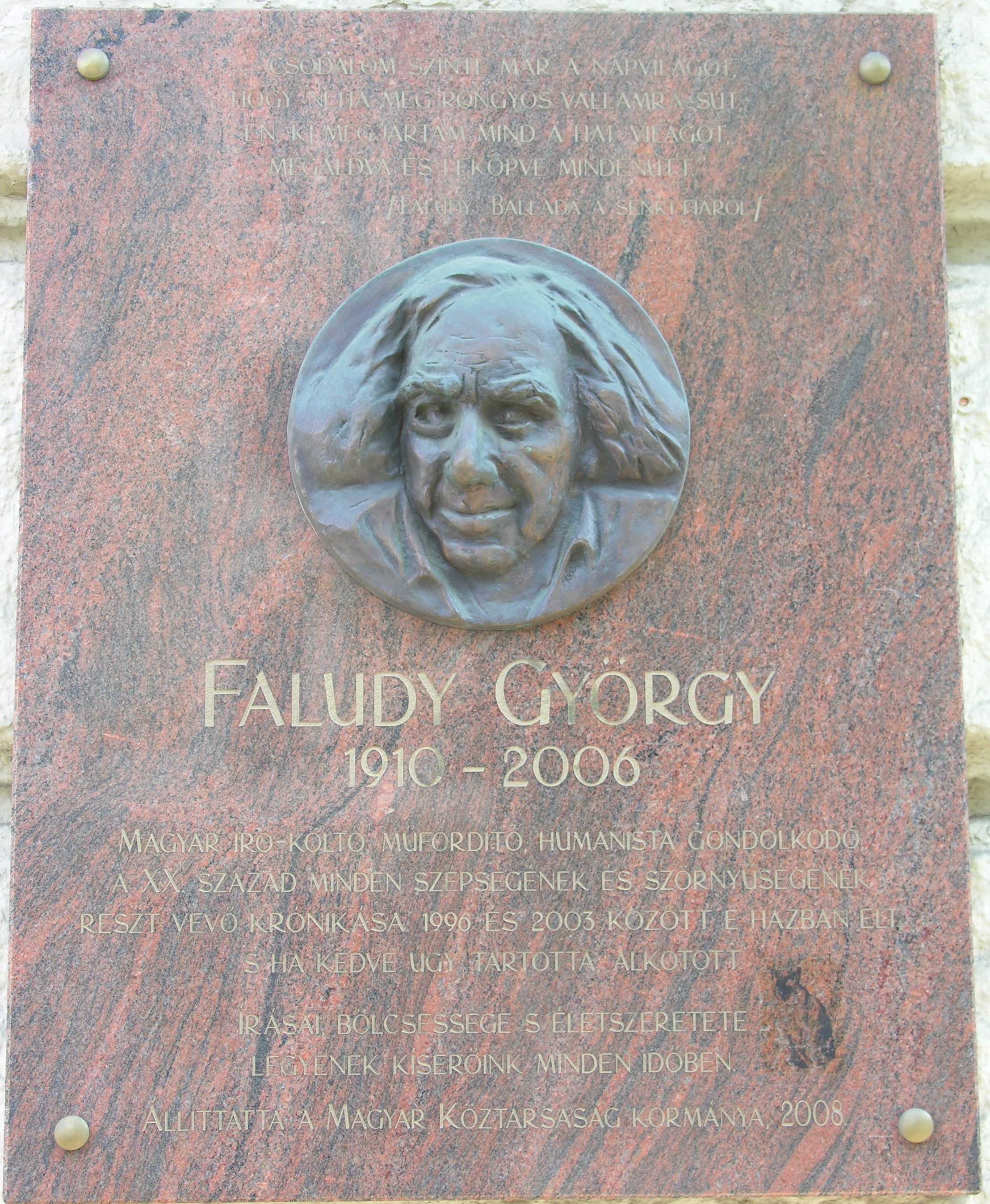
Grafsteen

György Faludy of ook wel George Faludy (Boedapest, 22 september 1910 - aldaar, 1 september 2006) was een Joods-Hongaarse dichter, schrijver en vertaler.